# Армстронг (округ, Пенсільванія)
Шаблон:StateAbbr_ 40°49′ пн. ш. 79°28′ зх. д. / 40.81° пн. ш. 79.46° зх. д.
Округ  Армстронґ (англ. Armstrong County) — округ (графство) у штаті  Пенсільванія, США. Ідентифікатор округу 42005.

## Історія
Округ утворений 1800 року.

## Демографія
За даними перепису 
2000 року 
загальне населення округу становило 72392 осіб, зокрема міського населення було 26725, а сільського — 45667.
Серед мешканців округу чоловіків було 35204, а жінок — 37188. В окрузі було 29005 домогосподарств, 20548 родин, які мешкали в 32387 будинках.
Середній розмір родини становив 2,95.
Віковий розподіл населення поданий у таблиці:
| Стать    | До 15 років | 15-21 | 22-29 | 30-39 | 40-49 | 50-65 | 65-85 | Понад 85 |
| -------- | ----------- | ----- | ----- | ----- | ----- | ----- | ----- | -------- |
| Чоловіки | 6877        | 3236  | 3000  | 4908  | 5933  | 5832  | 4929  | 489      |
| Жінки    | 6558        | 3059  | 2939  | 5093  | 5697  | 6207  | 6594  | 1041     |

## Суміжні округи
- Клеріон — північ
- Джефферсон — північний схід
- Індіана — схід
- Вестморленд — південь
- Аллегені — південний захід
- Батлер — захід
- Венанго — північний захід

## Виноски
1. ↑  U.S. Decennial Census. United States Census Bureau. Архів оригіналу за 26 квітня 2015. Процитовано 4 березня 2015.
2. ↑  Historical Census Browser. University of Virginia Library. Архів оригіналу за 30 травня 2019. Процитовано 4 березня 2015.
3. ↑  Forstall, Richard L., ред. (27 березня 1995). Population of Counties by Decennial Census: 1900 to 1990. United States Census Bureau. Архів оригіналу за 20 березня 2015. Процитовано 4 березня 2015.
4. ↑  Census 2000 PHC-T-4. Ranking Tables for Counties: 1990 and 2000 (PDF). United States Census Bureau. 2 квітня 2001. Архів оригіналу (PDF) за 18 грудня 2014. Процитовано 4 березня 2015.
5. ↑  State & County QuickFacts. United States Census Bureau. Архів оригіналу за 6 липня 2011. Процитовано 16 листопада 2013. [Архівовано 2011-06-06 у Wayback Machine.](англ.) Наведено за англійською вікіпедією.
6. ↑  American FactFinder. Бюро перепису населення США. Архів оригіналу за 26 лютого 2012. Процитовано 31 січня 2008. [Архівовано 2008-05-21 у Wayback Machine.]

| США | Це незавершена стаття з географії США. Ви можете допомогти проєкту, виправивши або дописавши її. |